# Charles-Henri Pourquet
Charles-Henri Pourquet, eigentlich Henri Charles Justin Pourquet (* 14. August 1877 in Colombes; † 1943 in Paris), war ein französischer Bildhauer.

## Leben
Pourquet stammte aus einer Handwerkerfamilie, sein Vater Jean Justin Pourquet (1844–1919) war Bäcker, seine Mutter Henriette Marguerite Pinon (1845–1911) Verkäuferin. Schon früh erkannte man Pourquets künstlerische Begabung und mit der Unterstützung seiner Lehrer konnte er später nach Paris gehen, um dort an der École des beaux-Arts zu studieren. Seine Lehrer dort waren meistenteils die Bildhauer Louis-Ernest Barrias und Jules Coutan.
Am 29. September 1908 heiratete Pourquet in Rosny-sous-Bois (Département Seine-Saint-Denis) Germaine Gabrielle Joly (1884–1925). Nach Ende des Ersten Weltkriegs ließ sich Pourquet scheiden. In dieser Zeit erlebte er auch seinen künstlerischen wie auch finanziellen Durchbruch. Mit seiner Darstellung des „Poilu“ hatte er eine Skulptur geschaffen, die er (auch nach den Wünschen seiner Auftraggeber) für eine Reihe von Kriegerdenkmalen verwenden konnte. Die meisten seiner Werke entstanden in Pourquets eigenem Atelier in der Künstlerkolonie Les Fusains in Montmartre (18. Arrondissement von Paris).
Am 5. November 1921 heiratete Pourquet in zweiter Ehe Valentine Anne Saint-Selve (1883–1954) in Paris.

## Ehrungen
- 1929: Goldmedaille des Salon des Artistes Français
- 1931: Ritter der Ehrenlegion

## Werke (Auswahl)
- Denkmal für den „unbekannten“ Pouliu.
- Orphée au tombeau d’Euridice für das Pariser Konservatorium
- Denkmal für Jules Renard für die Gemeinde Chitry-les-Mines (Département Nièvre)[2]
- Grabmal für die Familie Sabaterie auf dem Friedhof von Arlanc (Département Puy-de-Dôme)
- Statue von Maréchal Sérurier, ein Staatsauftrag
- Kriegerdenkmal (Étréchy) (1919)